# Bayerische A V
Bayerische A V waren Lokomotiven der Königlich Bayerischen Staatsbahn. Diese Bauart kann mit ihrem großen Treibraddurchmesser als die erste Schnellzuglokomotive der bayerischen Staatsbahn angesehen werden. Mit ihr endete die Beschaffung von einfach gekuppelten Lokomotiven in Bayern.
Die A V wurde aus der Bauart A IV entwickelt. Sie hatte im Gegensatz zur A IV einen tiefer liegenden Kessel und eine breitere Feuerbüchse. Zudem wurde die Zugänglichkeit der Steuerung verbessert. Erst später erhielten die Fahrzeuge einen Dampfdom. Da die Fahrzeuge auf der südlichen Seite der Donau mit Torf betrieben wurden, hatten sie einen birnenförmigen Kamin. Die Fahrzeuge waren damals noch nicht standardisiert und wiesen unterschiedliche Maße auf.
Die Loks waren mit einem Schlepptender der Bauart 3 T 4,8 ausgestattet.